# セナ語
セナ語（セナご、sena）は、モザンビーク中央部の4つの州（ザンベジア州、ソファラ州、テテ州、マニカ州）で話されている。セナ語の母語話者数は、1997年の推計値でおよそ90万人である。第二言語話者数も含めると、少なくとも150万人はいる。

## 音韻

### 母音
|      | 前舌 | 中央 | 後舌 |
| ---- | ---- | ---- | ---- |
| 狭   | [i]  |      | [u]  |
| 中央 | [e]  |      | [o]  |
| 広   |      | [a]  |      |